# 間接強制
間接強制（かんせつきょうせい）とは、債務者に対し、金銭の支払を命じるなど一定の不利益を課すことにより心理的に圧迫し、義務の履行を強制する方法である。
日本やドイツでは債務名義成立後の強制執行の一方法として位置づけられているのに対し、フランスで判決の中で命じるなど、その位置付けについては各国により違いが見られる。

## 日本における間接強制
日本では間接強制は強制執行の一方法であるが、その他にも直接強制や代替執行という強制執行の方法が存在する。

### 劣後的な位置付けをする見解
我妻栄に代表される伝統的な通説的見解は、間接強制は、直接強制や代替執行ができない場合に認められる強制執行の方法であると考えていた。直接強制は、債務者の意思にかかわらず強制的に債権の内容を実現する方法であり、代替執行は、債権者又は第三者に授権させた上で債務を履行し、それに要した費用を債務者から徴収する方法であり、いずれも債務者の意思とは無関係に債務を実現させる方法である。これに対し間接強制は、債務者の意思を圧迫する方法により債務を実現させる方法である。このため、債務者の人格尊重の観点から、直接強制や代替執行ができない場合にのみ間接強制が許されると理解していた。
この見解によると、物の引渡義務や、建物収去義務などの代替的作為義務については、前者は直接強制、後者は代替執行の方法によることが可能であるため、間接強制の方法によることは許されないこととなる。間接強制の方法による強制執行が許される類型は以下のとおりとなる。
不代替的作為義務作為を内容とする義務のうち、履行を債務者本人にさせる必要があり、第三者が債務者に代わってすることが法律上又は事実上不可能であるもの、又は債務者自身が行う場合と同様の効果を生ずることが不可能な義務。例えば、芸能人の出演義務のように債務の履行が債務者本人の特別の地位や技能等に依存する場合、代理人の選任義務のように債務の内容が本人の裁量に委ねられざるを得ない場合、証券への署名義務など法令上本人が行うことが要求されている場合などが該当する。
不作為義務債務者が一定の内容の行為をしないこと（不作為）を内容とする義務。競業避止義務、通行を妨害しない義務、一定以上の騒音を発しない義務などが該当する。

### 劣後的な位置付けをしない見解
間接強制につき劣後的な地位しか与えない上記の考え方に対しては、強制執行制度の沿革や人格尊重に関する観点に基づく批判が出てきた。
すなわち、間接強制をなるべく避けることが債務者の人格を尊重することになるという考え方は、一時期のフランス法に特有のイデオロギーにすぎず、そのフランスにおいても、後述のように astreinte という制度が判例により確立し、金銭の支払いを命ずることにより債務の実現を間接的に強制することを広く認めるに至っている。つまり、間接強制の劣後的な位置付けは広く見られるものではない。
また、債務の履行のために身体的を拘束する制度であれば人格の尊重という観点から問題が生じるとしても、心理的に強制をすることまで同視することには疑問があり、場合によっては債務者の意思にかかわらず債務を強制的に実現する直接強制のほうが債務者にとってはショックが大きい場合もありうる。
このようなことから、間接強制は広く認められてよいとする見解が主張されるに至った。

## 手続法上の位置付け
民事執行法（昭和54年法律第4号）が制定される前は、民事訴訟法（明治23年法律第29号）734条に「債務ノ性質ガ強制履行ヲ許ス場合ニ」間接強制を認める旨の規定が存在していたが、ここにいう「強制履行」という語が民法414条1項にいう「強制履行」と内容が同じものであるか否かにつき見解が分かれた。
この点については、間接強制に劣後的地位しか与えない見解が通説化したことに伴い、民法414条1項の「強制履行」とは強制執行の方法のうちの直接強制の意味であるのに対し、民事訴訟法734条の「強制履行」は間接強制の意味であり、同条の解釈としては、不代替作為義務や不作為義務であってかつ強制に適する場合という趣旨と捉えた。このような解釈に対しては間接強制の劣後的地位を認めない見解から批判もされていたが、民事執行法の制定の際には、劣後的地位しか認めない見解を採用し、不代替的作為義務や不作為義務の場合に間接強制ができる旨の規定を置いた（同法172条）。
しかし、民事執行法が制定される前から存在する間接強制の劣後的地位に関する有力な批判や、代替的作為義務についても間接強制の方法を採るのが効果的な場合もあるとの指摘等から、間接強制の範囲について見直しがされるようになった。その結果、「担保物権及び民事執行制度の改善のための民法等の一部を改正する法律」（平成15年法律第134号）による民事執行法改正により、物の引渡を内容とする債務や代替的作為義務の場合であっても、債権者の選択により間接強制の方法による強制執行ができることとされた（改正後の民事執行法173条）。また、金銭債務については直接強制の方法によるのが原則であることは維持されたが、扶養義務等にかかる金銭債務については、「民事関係手続の改善のための民事訴訟法等の一部を改正する法律」（平成16年法律第152号）による民事執行法改正により、例外的に間接強制の方法によることが認められるに至った（民事執行法167条の15）。

## 間接強制の方法を採れない義務

### 扶養義務等を除く金銭債務
金銭給付義務が養育費などの扶養義務である場合は、特例として間接強制の対象になることが認められているが（民事執行法167条の15）、その他の一般の金銭債務については間接強制の対象にはならず、直接強制の方法によることになる。

### 債務者の自発的意思によるべき場合
債務の性質上、債務者の自発的意思によらなければ履行ができない場合には、直接強制や代替執行が不可能なのはもちろんのこと、間接強制の方法により心理的圧迫をすることにより履行を強制すること自体が許されず、債務不履行による損害賠償を請求するほかない。この類型に該当する例としては、夫婦の同居義務（民法752条）がある。夫婦同居に関する処分は家事事件手続法別表第二に列挙される審判事項に該当し、家庭裁判所は審判により同居を命じることができるが、間接強制も含め強制執行はできないと解されている（判例）。また、請負契約に基づき芸術家が芸術作品を創作する義務を負った場合、芸術家である債務者の意思を圧迫して強制したのでは債務の本旨にかなった給付ができないとして、やはり間接強制はできないと解されている。

### 履行に第三者の協力が必要な場合
履行に第三者の協力が必要な場合などのように、履行に客観的な支障がある場合も履行が期待できず、損害賠償によるほかない。

### 意思表示擬制の場合
債務名義が意思表示を命ずる場合は、当該義務は不代替的作為義務であるため、強制執行の方法としては間接強制によることになる。しかし、民事執行法では、不動産登記手続義務などの意思表示を命じる判決等が確定したときや裁判上の和解等が成立したときは、意思表示が条件に係っている場合等を除き、その確定又は成立の時に意思表示をしたものと擬制される（民事執行法174条1項）。つまり、確定又は成立の時に強制執行が終了していると観念され、債権者側の利益追行行為が残るのみにすぎない。したがって、証券への署名義務など法令上本人が行うことが要求されている場合を除き、間接強制の方法により強制執行をする必要がない。ただし、この点については、そもそも間接強制になじまないとする説明もある。

## 日本以外における間接強制

### フランス
フランスでは、もともと法典上は間接強制に関する規定は置かれていなかった。これは、債務者はその意思に反して強制的に特定の行為を強要されないという趣旨に基づくものである。しかし、強制執行に関する規定が不備であったことも相まって、判例上、アストラント (astreinte) という罰金強制の制度が確立し、1991年の新民事執行手続法にも取り入れられた。
これは、裁判所が給付判決を出す際、債務者が債務不履行に陥っている間は日毎に一定金額を債権者に支払うべきことを同時に定めることができるという制度であり、対象となる債務の種類には、特段の制限がない。給付判決の中で金員の支払いが認められるため、日本やドイツと異なり強制執行としての位置付けではない。

### ドイツ
ドイツでは、民事訴訟法 (ZPO) 中に間接強制の制度が存在し、種類としては、不代替作為義務のうち債務者の意思のみで義務の履行が可能なものにつき、強制金 (Zwangsgeld) あるいは強制拘禁 (Zwangshaft) という方法による間接強制、不作為義務につき、秩序金 (Ordnungsgeld) あるいは秩序拘禁 (Ordnungshaft) という方法による間接強制が認められている。
日本やフランスと異なり、金銭の支払だけでなく、債務者の拘禁が可能な点に特色がある。